# Anna Bondár

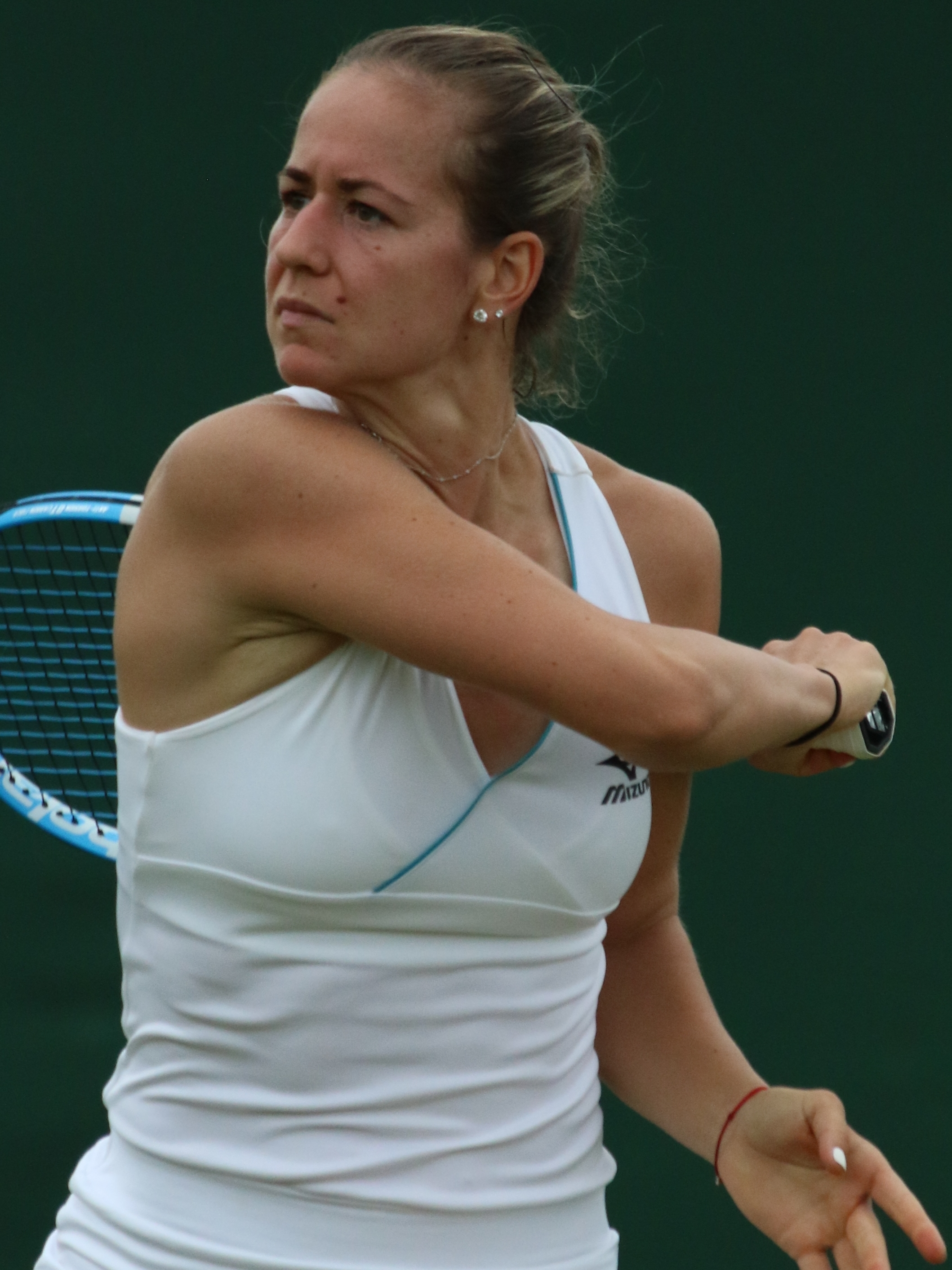
Wimbledon 2019 (kwalificatie)

Anna Bondár (Szeghalom, 27 mei 1997) is een tennisspeelster uit Hongarije. Zij komt voornamelijk uit op ITF-toernooien. Zij begon op vijfjarige leeftijd met het spelen van tennis. Haar favoriete ondergrond is gravel. Zij speelt rechtshandig en heeft een tweehandige backhand. Zij is actief in het internationale tennis sinds 2014.

## Loopbaan
Tussen 2015 en 2023 speelde zij voor Hongarije op de Fed Cup – zij sloeg daar een winst/verlies-balans van 16–9 bij elkaar.
In 2019 speelde Bondár voor het eerst in het enkelspel op een WTA-hoofdtoernooi, op het toernooi van Boedapest.
In september 2021 won zij haar elfde ITF-enkelspeltitel, op het $80k-toernooi van Wiesbaden – hiermee kwam zij binnen op de top 150 van de wereldranglijst. In november stond zij voor het eerst in een WTA-finale, op het toernooi van Buenos Aires – hier veroverde zij haar eerste titel, door Française Diane Parry te verslaan. Nadat zij, de week erna, haar twaalfde ITF-titel had gewonnen in Santiago (Chili), kwam zij binnen op de top 100 van de wereldranglijst.
In januari 2022 had Bondár haar grandslamdebuut op het Australian Open, zowel in het enkel- als in het dubbelspel. Op Roland Garros bereikte zij in het dubbelspel, samen met de Belgische Greet Minnen, de kwartfinale – daarmee trad zij ook in het dubbelspel tot de mondiale top 100 toe. In juli haakte zij nipt aan bij de mondiale top 50 in het enkelspel. Later die maand won Bondár haar eerste WTA-dubbelspeltitel, op het toernooi van Palermo – in september volgde de tweede, in Boedapest, beide aan de zijde van de Belgische Kimberley Zimmermann. In oktober haakte zij ook in het dubbelspel nipt aan bij de mondiale top 50.
In juli 2023 won Bondár haar derde WTA-dubbelspeltitel, op het toernooi van Lausanne, geflankeerd door Française Diane Parry. In maart 2024 volgde de vierde in San Luis Potosí, samen met de Sloveense Tamara Zidanšek. In augustus 2024 won zij zowel de enkel- als de dubbelspeltitel op het WTA 125-toernooi van Hamburg – in beide finales zag zij de Nederlandse Arantxa Rus aan de andere kant van het net.

## Posities op deWTA-ranglijst
Positie per einde seizoen:
| jaar | rang enkelspel | rang dubbelspel |
| ---- | -------------- | --------------- |
| 2014 | 789            | 933             |
| 2015 | 397            | 415             |
| 2016 | 405            | 511             |
| 2017 | 563            | 557             |
| 2018 | 261            | 287             |
| 2019 | 222            | 198             |
| 2020 | 273            | 178             |
| 2021 | 90             | 128             |
| 2022 | 71             | 50              |
| 2023 | 114            | 52              |
| 2024 | 94             | 87              |

## Resultaten grandslamtoernooien
| Legenda | Legenda                          |
| ------- | -------------------------------- |
| g.t.    | geen toernooi gehouden           |
| l.c.    | lagere categorie                 |
| –       | niet deelgenomen                 |
| G       | uitgeschakeld in de groepsfase   |
| 1R      | uitgeschakeld in de eerste ronde |
| 2R      | uitgeschakeld in de tweede ronde |
| 3R      | uitgeschakeld in de derde ronde  |
| 4R      | uitgeschakeld in de vierde ronde |
| KF      | uitgeschakeld in de kwartfinale  |
| HF      | uitgeschakeld in de halve finale |
| F       | de finale verloren               |
| W       | het toernooi gewonnen            |
| w-v     | winst/verlies-balans             |

### Enkelspel
| toernooi        | 2022 | 2023 | 2024 | 2025 |
| --------------- | ---- | ---- | ---- | ---- |
| Australian Open | 1R   | 2R   | –    | 1R   |
| Roland Garros   | 1R   | 1R   | –    | 2R   |
| Wimbledon       | 1R   | 1R   | –    | 1R   |
| US Open         | 1R   | –    | 2R   |      |

### Vrouwendubbelspel
| toernooi        | 2022 | 2023 | 2024 | 2025 |
| --------------- | ---- | ---- | ---- | ---- |
| Australian Open | 1R   | 2R   | 2R   | 1R   |
| Roland Garros   | KF   | KF   | 1R   | 1R   |
| Wimbledon       | 1R   | 3R   | –    | 1R   |
| US Open         | 2R   | 1R   | 1R   |      |

## Palmares
| Legenda                 |
| ----------------------- |
| Grandslamtoernooi       |
| Olympische Spelen       |
| Year-End Championships  |
| Premier Mandatory       |
| Premier Five / WTA 1000 |
| Premier / WTA 500       |
| International / WTA 250 |
| Challenger / WTA 125    |

### WTA-finaleplaatsen enkelspel
| nr.              | finale     | toernooi         | ondergrond | tegenstandster | score         |         |
| ---------------- | ---------- | ---------------- | ---------- | -------------- | ------------- | ------- |
| gewonnen finales |            |                  |            |                |               |         |
| 1.               | 2021-11-07 | WTA Buenos Aires | gravel     | Diane Parry    | 6-3, 6-3      | details |
| 2.               | 2024-08-10 | WTA Hamburg      | gravel     | Arantxa Rus    | 6-4, 6-2      | details |
| verloren finales |            |                  |            |                |               |         |
| 1.               | 2025-06-08 | WTA Bari         | gravel     | Anca Todoni    | 7-6, 4-6, 4-6 | details |
| 2.               | 2025-07-20 | WTA Hamburg      | gravel     | Loïs Boisson   | 5-7, 3-6      | details |

### WTA-finaleplaatsen vrouwendubbelspel
| nr.              | finale     | toernooi            | ondergrond    | partner              | tegenstandsters                     | score            |         |
| ---------------- | ---------- | ------------------- | ------------- | -------------------- | ----------------------------------- | ---------------- | ------- |
| gewonnen finales |            |                     |               |                      |                                     |                  |         |
| 1.               | 2022-07-24 | WTA Palermo         | gravel        | Kimberley Zimmermann | Amina Ansjba Panna Udvardy          | 6-3, 6-2         | details |
| 2.               | 2022-09-24 | WTA Boedapest       | gravel        | Kimberley Zimmermann | Jesika Malečková Renata Voráčová    | 6-3, 2-6, [10-5] | details |
| 3.               | 2023-07-30 | WTA Lausanne        | gravel        | Diane Parry          | Amina Ansjba Anastasia Dețiuc       | 6-2, 6-1         | details |
| 4.               | 2024-03-30 | WTA San Luis Potosí | gravel        | Tamara Zidanšek      | Laura Pigossi Katarzyna Piter       | walk-over        | details |
| 5.               | 2024-08-10 | WTA Hamburg         | gravel        | Kimberley Zimmermann | Arantxa Rus Nina Stojanović         | 5-7, 6-3, [11-9] | details |
| 6.               | 2025-04-05 | WTA Antalya         | gravel        | Simona Waltert       | Alicia Barnett Elixane Lechemia     | 7-5, 2-6, [10-6] | details |
| verloren finales |            |                     |               |                      |                                     |                  |         |
| 1.               | 2023-09-23 | WTA Parma           | gravel        | Kimberley Zimmermann | Dalila Jakupović Irina Chromatsjova | 2-6, 3-6         | details |
| 2.               | 2023-10-15 | WTA Rouen           | hardcourt (i) | Kimberley Zimmermann | Maia Lumsden Jessika Ponchet        | 3-6, 6-7         | details |
| 3.               | 2024-04-07 | WTA Bogota          | gravel        | Irina Chromatsjova   | Cristina Bucșa Kamilla Rachimova    | 6-7, 6-3, [8-10] | details |
| 4.               | 2025-07-20 | WTA Hamburg         | gravel        | Arantxa Rus          | Nadija Kitsjenok Makoto Ninomiya    | 4-6, 6-3, [9-11] | details |